# 特里夫·哈維默

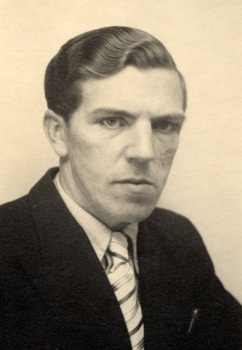
特里夫·哈維默

特里夫·哈維默（Trygve Magnus Haavelmo，1911年12月13日—1999年7月26日），挪威經濟學家，出生在阿克什胡斯郡Skedsmo，曾經以「建立了現代經濟計量學的基礎性指導原則」而獲得諾貝爾經濟學獎。

## 外部連結
- nobelprize.org bio （页面存档备份，存于）